# Olympische Sommerspiele 2000/Teilnehmer (Somalia)
| Gelbes Symbol für Goldmedaillen mit stilisierten Olympischen Ringen | Graues Symbol für Silbermedaillen mit stilisierten Olympischen Ringen | Braundes Symbol für Bronzemedaillen mit stilisierten Olympischen Ringen |
| ------------------------------------------------------------------- | --------------------------------------------------------------------- | ----------------------------------------------------------------------- |
| —                                                                   | —                                                                     | —                                                                       |

Somalia nahm an den Olympischen Sommerspielen 2000 in der australischen Metropole Sydney mit zwei Athleten, einer Frau und einem Mann, in einer Sportart teil.
Seit 1972 war es die fünfte Teilnahme des afrikanischen Staates an Olympischen Sommerspielen.

## Teilnehmer nach Sportarten

### Leichtathletik
- Ibrahim Mohamed Aden
Männer, 1500 Meter: Runde eins, 3:40,33 Minuten, Rang fünf
- Safia Abukar Hussein
Frauen, 400 Meter: Runde eins, 1:13,25 Minuten, Rang sechs